# Anton Szypulin
Anton Władimirowicz Szypulin (ros. Антон Владимирович Шипулин, ur. 21 sierpnia 1987 w Tiumeni) – rosyjski biathlonista, medalista olimpijski i wielokrotny medalista mistrzostw świata.

## Kariera
Pierwszy sukces osiągnął w 2006 roku, kiedy razem z kolegami z reprezentacji zdobył złoty medal w sztafecie na mistrzostwach świata juniorów w Presgue Isle. Podczas rozgrywanych rok później mistrzostw świata juniorów w Martello był drugi w biegu indywidualnym. Następnie wystartował na mistrzostwach świata juniorów w Ruhpolding w 2008 roku, gdzie zwyciężył w sprincie, biegu pościgowym i sztafecie, a w biegu indywidualnym ponownie był drugi.
W zawodach Pucharu Świata zadebiutował 10 stycznia 2009 roku w Oberhofie, gdzie zajął 72. miejsce w sprincie. Pierwsze punkty zdobył 28 marca 2009 roku w Chanty-Mansyjsku, zajmując 29. miejsce w biegu pościgowym. Na podium zawodów tego cyklu pierwszy raz stanął 20 stycznia 2011 roku w Anterselvie, wygrywając sprint. Wyprzedził tam Niemca Michaela Greisa i Larsa Bergera z Norwegii. W kolejnych startach jeszcze 43 razy stawał na podium, odnosząc kolejne 10 zwycięstw: 18 stycznia 2013 roku w Anterselvie, 19 grudnia 2014 roku w Pokljuce i 8 marca 2018 roku w Kontiolahti był najlepszy w sprincie, 15 stycznia 2012 roku w Novym Měscie, 19 stycznia 2013 roku w Anterselvie, 8 marca 2014 roku w Pokljuce, 23 stycznia 2016 roku w Anterselvie i 18 marca 2017 roku w Oslo wygrywał biegi pościgowe, 21 grudnia 2014 roku w Pokljuce triumfował w biegu masowym, a 20 stycznia 2017 roku w Anterselvie wygrał bieg indywidualny.
Najlepsze wyniki osiągnął w sezonach 2014/2015 i 2016/2017, kiedy zajmował drugie miejsce w klasyfikacji generalnej, w obu przypadkach przegrywając tylko z Francuzem Martinem Fourcade'em. Ponadto w sezonach 2015/2016 i 2017/2018 był trzeci w klasyfikacji generalnej. Wielokrotnie stawał na podium klasyfikacji końcowych poszczególnych konkurencji, w tym w sezonie 2014/2015 zwyciężył w klasyfikacji biegu masowego.
W 2010 roku wystąpił na igrzyskach olimpijskich w Vancouver, gdzie wspólnie z Iwanem Czeriezowem, Maksimem Czudowem i Jewgienijem Ustiugowem zdobył brązowy medal w sztafecie. W startach indywidualnych jego najlepszym wynikiem było 20. miejsce w biegu pościgowym. Na rozgrywanych rok później mistrzostwach świata w Chanty-Mansyjsku razem z Czeriezowem, Ustiugowem i Maksimem Maksimowem zdobył w sztafecie srebrny medal. 
Pierwszy indywidualny medal w zawodach tej rangi zdobył w 2012 roku, kiedy podczas mistrzostw świata w Ruhpolding ukończył bieg pościgowy na trzeciej pozycji. Lepsi okazali się tylko Martin Fourcade oraz Carl Johan Bergman ze Szwecji. Kolejne dwa medale wywalczył na mistrzostwach świata w Novym Měscie w 2013 roku. Najpierw zajął trzecie miejsce w biegu pościgowym, za Norwegiem Emilem Hegle Svendsenem i Martinem Fourcade'em. Siedem dni później był drugi w biegu masowym, rozdzielając Tarjei Bø i Svendsena. 
Podczas igrzysk olimpijskich w Soczi w 2014 roku Rosjanie w składzie: Aleksiej Wołkow, Jewgienij Ustiugow, Dmitrij Małyszko i Anton Szypulin zwyciężyli w sztafecie. Był to pierwszy złoty medal olimpijski dla Rosji w tej konkurencji. Blisko medali był też w sztafecie mieszanej i sprincie, które kończył na czwartej pozycji. Walkę o podium w sprincie przegrał z Czechem Jaroslavem Soukupem o 0,7 sekundy. 
Następnie zdobył srebrny medal w biegu pościgowym podczas mistrzostw świata w Kontiolahti w 2015 roku, startując z 18. pozycji zajmowanej po sprincie. Ostatecznie uplasował się tylko za Niemcem Erikiem Lesserem a przed Tarjei Bø z Norwegii. 
Brał też udział w mistrzostwach świata w Hochfilzen w 2017 roku, gdzie wspólnie z Aleksiejem Wołkowem, Maksimem Cwietkowem i Antonem Babikowem zdobył złoty medal w sztafecie. Ponadto razem z Olgą Podczufarową, Tatjaną Akimową i Aleksandrem Łoginowem zajął trzecie miejsce w sztafecie mieszanej. Był też czwarty w biegu pościgowym i biegu masowym, przegrywając walkę o medal odpowiednio z Ole Einarem Bjørndalenem o 8 sekund i Austriakiem Simonem Ederem o 15,2 sekundy.
W 2018 roku zakończył karierę.
Ukończył prawo na Uniwersytecie Tiumeńskim.
Jego siostra, reprezentantka Słowacji Anastasija Kuźmina, także została biathlonistką.

## Osiągnięcia

### Igrzyska olimpijskie
| Rok  | Miejscowość | Konkurencje | Konkurencje | Konkurencje | Konkurencje | Konkurencje | Konkurencje | Konkurencje |
| Rok  | Miejscowość | IN          | SP          | PU          | MS          | RL          | MR          | SR          |
| ---- | ----------- | ----------- | ----------- | ----------- | ----------- | ----------- | ----------- | ----------- |
| 2010 | Vancouver   | 36.         | 30.         | 20.         | 22.         | 3.          | nd.         | –           |
| 2014 | Soczi       | –           | 4.          | 14.         | 11.         | DSQ         | DSQ         | –           |

### Mistrzostwa świata
| Rok  | Miejscowość          | Konkurencje | Konkurencje | Konkurencje | Konkurencje | Konkurencje | Konkurencje | Konkurencje |
| Rok  | Miejscowość          | IN          | SP          | PU          | MS          | RL          | MR          | SR          |
| ---- | -------------------- | ----------- | ----------- | ----------- | ----------- | ----------- | ----------- | ----------- |
| 2011 | Chanty-Mansyjsk      | –           | 37.         | 21.         | –           | 2.          | –           | –           |
| 2012 | Ruhpolding           | –           | 13.         | 3.          | 29.         | 6.          | 5.          | –           |
| 2013 | Nové Město na Moravě | 33.         | 7.          | 3.          | 2.          | 4.          | 6.          | –           |
| 2015 | Kontiolahti          | 16.         | 18.         | 2.          | 7.          | 4.          | 10.         | –           |
| 2016 | Oslo                 | 14.         | 45.         | 9.          | 9.          | 6.          | 7.          | –           |
| 2017 | Hochfilzen           | 7.          | 21.         | 4.          | 4.          | 1.          | 3.          | –           |

### Mistrzostwa Europy
| Rok  | Miejscowość          | Konkurencje | Konkurencje | Konkurencje | Konkurencje | Konkurencje | Konkurencje | Konkurencje |
| Rok  | Miejscowość          | IN          | SP          | PU          | MS          | RL          | MR          | SR          |
| ---- | -------------------- | ----------- | ----------- | ----------- | ----------- | ----------- | ----------- | ----------- |
| 2007 | Bansko               | 5.          | 2.          | 3.          | nd.         | 1.          | nd.         | –           |
| 2008 | Nové Město na Moravě | 1.          | 1.          | 1.          | nd.         | 1.          | nd.         | –           |
| 2009 | Ufa                  | 4.          | 3.          | 9.          | nd.         | 3.          | nd.         | –           |
| 2011 | Ridnaun              | 6.          | –           | –           | nd.         | –           | nd.         | –           |

### Mistrzostwa świata juniorów
| Rok  | Miejscowość  | Konkurencje | Konkurencje | Konkurencje | Konkurencje | Konkurencje | Konkurencje | Konkurencje |
| Rok  | Miejscowość  | IN          | SP          | PU          | MS          | RL          | MR          | SR          |
| ---- | ------------ | ----------- | ----------- | ----------- | ----------- | ----------- | ----------- | ----------- |
| 2005 | Kontiolahti  | –           | 7.          | 7.          | nd.         | 5.          | nd.         | –           |
| 2006 | Presque Isle | 18.         | 33.         | 17.         | nd.         | 1.          | nd.         | –           |
| 2007 | Martell      | 2.          | 11.         | 5.          | nd.         | 7.          | nd.         | –           |
| 2008 | Ruhpolding   | 2.          | 1.          | 1.          | nd.         | 1.          | nd.         | –           |

### Puchar Świata

#### Miejsca w klasyfikacji generalnej
| Sezon     | Miejsce |
| --------- | ------- |
| 2008/2009 | 93.     |
| 2009/2010 | 23.     |
| 2010/2011 | 19.     |
| 2011/2012 | 8.      |
| 2012/2013 | 9.      |
| 2013/2014 | 8.      |
| 2014/2015 | 2.      |
| 2015/2016 | 3.      |
| 2016/2017 | 2.      |
| 2017/2018 | 3.      |

#### Zwycięstwa w zawodach - chronologicznie
| Lp. | Dzień       | Rok  | Miejscowość          | Konkurencja                | Pudła   | Czas biegu | Przypisy |
| --- | ----------- | ---- | -------------------- | -------------------------- | ------- | ---------- | -------- |
| 1.  | 20 stycznia | 2011 | Anterselva           | Sprint na 10 km            | 0+0     | 23:36,2    | –        |
| 2.  | 15 stycznia | 2012 | Nové Město na Moravě | Bieg pościgowy na 12,5 km  | 0+0+1+0 | 35:01,9    | –        |
| 3.  | 18 stycznia | 2013 | Anterselva           | Sprint na 10 km            | 0+0     | 22:45,8    | –        |
| 4.  | 19 stycznia | 2013 | Anterselva           | Bieg pościgowy na 12,5 km  | 0+1+1+0 | 31:24,2    | –        |
| 5.  | 8 marca     | 2014 | Pokljuka             | Bieg pościgowy na 12,5 km  | 1+0+0+0 | 31:02,8    | –        |
| 6.  | 19 grudnia  | 2014 | Pokljuka             | Sprint na 10 km            | 0+0     | 23:18,6    | –        |
| 7.  | 21 grudnia  | 2014 | Pokljuka             | Bieg masowy na 15 km       | 0+0+0+1 | 35:16,8    | –        |
| 8.  | 23 stycznia | 2016 | Anterselva           | Bieg pościgowy na 12,5 km  | 0+1+0+1 | 31:51,9    | –        |
| 9.  | 20 stycznia | 2017 | Anterselva           | Bieg indywidualny na 20 km | 0+0+1+0 | 50:38,1    | –        |
| 10. | 18 marca    | 2017 | Oslo                 | Bieg pościgowy na 12,5 km  | 0+0+1+0 | 32:11,9    | –        |
| 11. | 8 marca     | 2018 | Kontiolahti          | Sprint na 10 km            | 0+0     | 23:51,6    | –        |

#### Miejsca na podium – chronologicznie
| Lp. | Dzień       | Rok  | Miejscowość          | Konkurencja                | Lokata | Pudła   | Czas biegu | Strata  | Zwycięzca            |
| --- | ----------- | ---- | -------------------- | -------------------------- | ------ | ------- | ---------- | ------- | -------------------- |
| 1.  | 20 stycznia | 2011 | Anterselva           | Sprint na 10 km            | 1.     | 0+0     | 23:36,2    | –       | –                    |
| 2.  | 22 stycznia | 2011 | Anterselva           | Bieg masowy na 15 km       | 3.     | 1+1+0+0 | 35:51,0    | + 17,6  | Martin Fourcade      |
| 3.  | 15 stycznia | 2012 | Nové Město na Moravě | Bieg pościgowy na 12,5 km  | 1.     | 0+0+1+0 | 35:01,9    | –       | –                    |
| 4.  | 22 stycznia | 2012 | Anterselva           | Bieg masowy na 15 km       | 2.     | 0+0+1+0 | 38:45,8    | + 0,1   | Andreas Birnbacher   |
| 5.  | 4 marca     | 2012 | Ruhpolding           | Bieg pościgowy na 12,5 km  | 3.     | 1+0+0+0 | 34:01,5    | + 22,1  | Martin Fourcade      |
| 6.  | 18 marca    | 2012 | Chanty-Mansyjsk      | Bieg masowy na 15 km       | 3.     | 0+0+2+0 | 43:47,5    | + 31,8  | Emil Hegle Svendsen  |
| 7.  | 2 grudnia   | 2012 | Östersund            | Bieg pościgowy na 12,5 km  | 3.     | 0+0+1+0 | 33:06,8    | + 3,3   | Martin Fourcade      |
| 8.  | 18 stycznia | 2013 | Anterselva           | Sprint na 10 km            | 1.     | 0+0     | 22:45,8    | –       | –                    |
| 9.  | 19 stycznia | 2013 | Anterselva           | Bieg pościgowy na 12,5 km  | 1.     | 0+1+1+0 | 31:24,2    | –       | –                    |
| 10. | 10 lutego   | 2013 | Nové Město na Moravě | Bieg pościgowy na 12,5 km  | 3.     | 0+0+1+0 | 32:39,1    | + 3,6   | Emil Hegle Svendsen  |
| 11. | 17 lutego   | 2013 | Nové Město na Moravě | Bieg masowy na 15 km       | 2.     | 0+0+1+0 | 36:19,5    | + 3,7   | Tarjei Bø            |
| 12. | 15 grudnia  | 2013 | Le Grand-Bornand     | Bieg pościgowy na 12,5 km  | 3.     | 0+0+1+0 | 32:22,8    | + 39,1  | Johannes Thingnes Bø |
| 13. | 6 marca     | 2014 | Pokljuka             | Sprint na 10 km            | 2.     | 0+0     | 25:05,5    | + 1,5   | Björn Ferry          |
| 14. | 8 marca     | 2014 | Pokljuka             | Bieg pościgowy na 12,5 km  | 1.     | 1+0+0+0 | 31:02,8    | –       | –                    |
| 15. | 7 grudnia   | 2014 | Östersund            | Bieg pościgowy na 12,5 km  | 2.     | 0+0+1+0 | 34:04,9    | +10,0   | Martin Fourcade      |
| 16. | 19 grudnia  | 2014 | Pokljuka             | Sprint na 10 km            | 1.     | 0+0     | 23:18,6    | –       | –                    |
| 17. | 20 grudnia  | 2014 | Pokljuka             | Bieg pościgowy na 12,5 km  | 2.     | 0+1+1+0 | 31:01,1    | +17,8   | Emil Hegle Svendsen  |
| 18. | 21 grudnia  | 2014 | Pokljuka             | Bieg masowy na 15 km       | 1.     | 0+0+0+1 | 35:16,8    | –       | –                    |
| 19. | 11 stycznia | 2015 | Oberhof              | Bieg masowy na 15 km       | 2.     | 1+1+1+1 | 45:05,1    | +13,1   | Martin Fourcade      |
| 20. | 14 lutego   | 2015 | Oslo                 | Sprint na 10 km            | 3.     | 0+0     | 25:12,4    | +15,4   | Arnd Peiffer         |
| 21. | 8 marca     | 2015 | Kontiolahti          | Bieg pościgowy na 12,5 km  | 2.     | 0+1+0+0 | 31:04,9    | +17,0   | Erik Lesser          |
| 22. | 19 marca    | 2015 | Chanty-Mansyjsk      | Sprint na 10 km            | 2.     | 0+0     | 24:00,0    | + 13,0  | Martin Fourcade      |
| 23. | 21 marca    | 2015 | Chanty-Mansyjsk      | Bieg pościgowy na 12,5 km  | 3.     | 1+1+0+2 | 32:40,6    | +35,7   | Nathan Smith         |
| 24. | 22 marca    | 2015 | Chanty-Mansyjsk      | Bieg masowy na 15 km       | 2.     | 1+0+1+0 | 38:20,1    | +10,3   | Jakov Fak            |
| 25. | 12 grudnia  | 2015 | Hochfilzen           | Bieg pościgowy na 12,5 km  | 3.     | 0+0+2+0 | 31:39,0    | +19,1   | Martin Fourcade      |
| 26. | 19 grudnia  | 2015 | Pokljuka             | Bieg pościgowy na 12,5 km  | 3.     | 0+1+1+0 | 31:09,9    | +23,4   | Simon Schempp        |
| 27. | 13 stycznia | 2016 | Ruhpolding           | Bieg indywidualny na 20 km | 3.     | 0+0+1+0 | 51:22,8    | +28,9   | Martin Fourcade      |
| 28. | 23 stycznia | 2016 | Anterselva           | Bieg pościgowy na 12,5 km  | 1.     | 0+1+0+1 | 31:51,9    | –       | –                    |
| 29. | 4 lutego    | 2016 | Canmore              | Sprint na 10 km            | 2.     | 0+0     | 24:07,2    | +15,7   | Martin Fourcade      |
| 30. | 11 lutego   | 2016 | Presque Isle         | Sprint na 10 km            | 2.     | 0+0     | 25:06,7    | +27,9   | Johannes Thingnes Bø |
| 31. | 12 lutego   | 2016 | Presque Isle         | Bieg pościgowy na 12,5 km  | 3.     | 1+0+0+1 | 32:15,9    | +1:11,5 | Martin Fourcade      |
| 32. | 9 grudnia   | 2016 | Pokljuka             | Sprint na 10 km            | 3.     | 0+0     | 23:26,8    | +15,1   | Martin Fourcade      |
| 33. | 10 grudnia  | 2016 | Pokljuka             | Bieg pościgowy na 12,5 km  | 3.     | 0+0+0+1 | 30:33,6    | +6,2    | Martin Fourcade      |
| 34. | 15 grudnia  | 2016 | Nové Město na Moravě | Sprint na 10 km            | 2.     | 0+0     | 23:49,6    | +1,6    | Martin Fourcade      |
| 35. | 17 grudnia  | 2016 | Nové Město na Moravě | Bieg pościgowy na 12,5 km  | 2.     | 0+0+1+1 | 33:23,8    | +30,2   | Martin Fourcade      |
| 36. | 20 stycznia | 2017 | Anterselva           | Bieg indywidualny na 20 km | 1.     | 0+0+1+0 | 50:38,1    | –       | –                    |
| 37. | 22 stycznia | 2017 | Anterselva           | Bieg masowy na 15 km       | 3.     | 0+1+0+0 | 37:26,0    | +21,7   | Johannes Thingnes Bø |
| 38. | 4 marca     | 2017 | Pjongczang           | Bieg pościgowy na 12,5 km  | 2.     | 0+0+0+0 | 31:58,7    | +34,5   | Martin Fourcade      |
| 39. | 17 marca    | 2017 | Oslo                 | Sprint na 10 km            | 3.     | 0+0     | 25:14,6    | +21,3   | Johannes Thingnes Bø |
| 40. | 18 marca    | 2017 | Oslo                 | Bieg pościgowy na 12,5 km  | 1.     | 0+0+1+0 | 32:11,9    | –       | –                    |
| 41. | 16 grudnia  | 2017 | Le Grand-Bornand     | Bieg pościgowy na 12,5 km  | 3.     | 0+0+0+1 | 34:03,2    | +1:10,5 | Johannes Thingnes Bø |
| 42. | 20 stycznia | 2018 | Anterselva           | Bieg pościgowy na 12,5 km  | 3.     | 1+0+0+0 | 32:32,8    | +1:18,4 | Johannes Thingnes Bø |
| 43. | 8 marca     | 2018 | Kontiolahti          | Sprint na 10 km            | 1.     | 0+0     | 23:51,6    | –       | –                    |
| 44. | 11 marca    | 2018 | Kontiolahti          | Bieg masowy na 15 km       | 3.     | 0+1+0+0 | 38:24,1    | + 19,3  | Julian Eberhard      |